# Altamira felfedezése
Az Altamira felfedezése (eredeti cím: Finding Altamira) 2016-ban bemutatott spanyol életrajzi-filmdráma, melyet Hugh Hudson rendezett, főszereplője Antonio Banderas. Ez volt Hudson első rendezése a 2000-ben bemutatott Álom Afrikáról óta.
Spanyolországban 2016. április 1-én mutatták be, Magyarországon DVD-n jelent meg szinkronizálva 2020-ban.

## Szereplők
| Szerep                     | Színész             | Magyar hang             |
| -------------------------- | ------------------- | ----------------------- |
| Marcelino Sanz de Sautuola | Antonio Banderas    | Rátóti Zoltán           |
| Conchita                   | Golshifteh Farahani | Bogdányi Titanilla      |
| María Sautuola             | Allegra Allen       | Dolmány-Bogdányi Korina |
| Émile Cartailhac           | Clément Sibony      | Markovics Tamás         |
| De Los Ríos                | Henry Goodman       | Barbinek Péter          |
| Paul Ratier                | Pierre Niney        | Miller Dávid            |
| Monsignor                  | Rupert Everett      | Zöld Csaba              |
| Harlé                      | Javivi Gil Valle    | Forgács Gábor           |
| Vilanova                   | Nicholas Farrell    | Epres Attila            |
| Mero                       | Lluís Soler         | Sörös Sándor            |
| Pasi                       | Tábata Cerezo       | Tamási Nikolett         |
| szoprán                    | Chantal Garsan      | ?                       |
| Márkiné                    | Concha Hidalgo      | ?                       |
| Carolina                   | Katie Paterson      | ?                       |
| Elena                      | Maryam d'Abo        | ?                       |
| Tomás atya                 | José Luis Esteban   | Fekete Zoltán           |
| Cubillas                   | Gonzalo Cunill      | ?                       |
| nővér                      | Ximena Vera         | ?                       |
| XII. Alfonz spanyol király | Kike Guaza          | Pálmai Szabolcs         |
| Abbé Breuil                | Tristán Ulloa       | ?                       |

## A film készítése
A filmet 2014 végén forgatták Santillana del Marban, Comillasban, Puente San Miguelben és Santanderben.

## Zene
A film zenéit Mark Knopfler gitáros és Evelyn Glennie ütőhangszeres szerezte.